# Tomasz Chrabski
Tomasz Chrabski (ur. 24 sierpnia 1964 w Tomaszowie Mazowieckim) – emerytowany pułkownik Wojska Polskiego, w latach 2006–2007 pełniący obowiązki naczelnego prokuratora wojskowego, od 2019  do 2022 Szef Biura Krajowej Rady Sądownictwa.

## Życiorys
Absolwent Wydziału Prawa i Administracji Uniwersytetu Łódzkiego. W latach 1991–1993 odbył aplikację sędziowską, w latach 1993–1995 był asesorem Sądu Warszawskiego Okręgu Wojskowego w Warszawie, a następnie sędzią tego sądu. Od 1998 do 2002 zastępca prezesa Wojskowego Sądu Garnizonowego w Olsztynie. W latach 2002–2003 sędzia Wojskowego Sądu Okręgowego w Warszawie.
W latach 2003–2005 był sędzią członkiem Biura Studiów i Analiz Sądu Najwyższego. W tym czasie dwukrotnie czasowo delegowany do orzekania w Sądzie Najwyższym. 12 czerwca 2006 zastąpił odwołanego gen. bryg. Wojciecha Petkowicza, naczelnego prokuratora wojskowego. Odwołany 15 maja 2007. W latach 2006–2007 zastępca przewodniczącego komitetu redakcyjnego „Wojskowego Przeglądu Prawniczego”, od 17 marca 2011 ponownie wszedł w skład kolegium redakcyjnego WPP. Od marca 2008 do grudnia 2018 ponownie członek Biura Studiów i Analiz Sądu Najwyższego. 
Od 2 stycznia 2019 r do czerwca 2022 r pełnił funkcję Szefa Biura Krajowej Rady Sądownictwa.
W listopadzie 2011 uhonorowany przez Krajową Radę Sądownictwa Medalem „Zasłużony dla Wymiaru Sprawiedliwości – Bene Merentibus Iustitiae”.
Uprawiał tenis stołowy m.in. w klubach Start Tomaszów Mazowiecki i AZS Łódź. W latach 1992–1993 Mistrz Polski Wojska Polskiego. W latach 1983–1989 wielokrotny medalista Mistrzostw Polski Uniwersytetów. Żonaty, ma dwóch synów (Bartosz ur. 1985 i Dominik ur. 2001).